# 다케오리촌
다케오리촌(일본어: 竹折村)은 일본 기후현 에나군에 설치되었던 촌이다. 현재의 에나시에 해당한다.

## 참고 문헌
- 角川日本地名大辞典編纂委員会,『角川日本地名大辞典 21 岐阜県』1980, 角川書店